# Mabuya mabouya
Mabuya mabouya (мартинікська мабуя) — вид сцинкоподібних ящірок родини сцинкових (Scincidae). Ендемік Мартиніки.

## Поширення і екологія
Мартинікські мабуї є ендеміками острова Мартиніка в групі Малих Антильських островів.

## Збереження
МСОП класифікує цей вид як такий, що перебуває на межі зникнення, хоча, можливо, цей вид вже вимер внаслідок хижацтва з боку інвазивних мангустів і щурів та внаслідок вивержень вулканів.